# Ilse Hehn

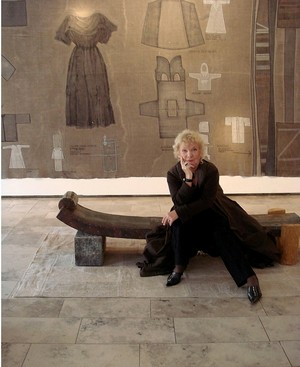
Ilse Hehn

Ilse Hehn (* 15. Mai 1943 in Lovrin, Königreich Rumänien; verh. Guzun-Hehn) ist eine deutsche Schriftstellerin und bildende Künstlerin.

## Leben
Ilse Hehn wurde im deutschsprachigen rumänischen Banat geboren. Die Vorfahren ihrer Mutter stammen aus Elsaß-Lothringen. Nachdem die Familie vor der russischen Roten Armee nach Österreich geflohen war, kehrte sie Ende des Zweiten Weltkriegs zurück ins Banat.
Ilse Hehn besuchte die deutsche Grundschule in Sânnicolau Mare und anschließend ein deutsches humanistisches Gymnasium in Timișoara. Nach dem Abitur studierte sie Bildende Kunst an der West-Universität Timișoara und schloss dieses Studium mit dem Staatsexamen ab. Von 1965 bis 1992 unterrichtete Ilse Hehn Kunst und Kunstgeschichte an den deutschen Gymnasien „Stefan Ludwig Roth“ und „Axente Sever“ in Mediaș/Siebenbürgen.
1973 debütierte Ilse Hehn mit dem Gedichtband So weit der Weg nach Ninive. Sie veröffentlichte regelmäßig in den deutschsprachigen Publikationen Rumäniens und war Mitglied des Timișoaraer Literaturkreises Adam Müller-Guttenbrunn. 1974 vertonte der Komponist und Schriftsteller Wolf von Aichelburg einen Gedichtzyklus der Autorin.
Seit 1976, als sie Mitglied der europäischen Autorenvereinigung „Die Kogge“ wurde, war sie im Fadenkreuz der rumänischen Sicherheitsbehörde Securitate. Einige Jahre später, nachdem sie für Die Kogge einen Beitrag zur Anthologie Das verfolgte Wort schreiben sollte, legte die Securitate ein „Dossier der informativen Verfolgung“ gegen sie an. Seitdem wurde das Umfeld der „Zielperson“ Hehn mit informellen Mitarbeitern besetzt, die sich im Auftrag der Behörde mit der operativen Umsetzung der Überwachung befassten. 2011 wurde vom „Nationalen Rat für das Studium der Archive der Securitate“ [„Consiliul naţional pentru Studierea Arhivelor Securităţii“] ihre Akte in Bukarest zur Einsicht freigegeben.
Nach der Rumänischen Revolution 1989 erhielt Ilse Guzun, mittlerweile verwitwet, die Ausreisegenehmigung und siedelte mit ihrem Sohn in die Bundesrepublik Deutschland über, wo sie ihren früheren Namen Hehn annahm. Sie lebt als Schriftstellerin, bildende Künstlerin und Kunstdozentin in Ulm.
In Rumänien erschienen zwei ihrer Kinderbücher. Ihre Gedichte wurden in die Rumänische, Französische, Russische, Serbische, Ungarische und Japanische Sprache übersetzt. Ilse Hehn ist Vizepräsidentin des Exil-P.E.N. – Sektion deutschsprachige Länder. Sie ist die Schwester der Kunsthistorikerin und Schriftstellerin Annemarie Podlipny-Hehn. Ilse Hehn ist Mitglied im Exil-P.E.N. und Rumänischen Schriftstellerverband, der Europäischen Autorenvereinigung Die Kogge, dem »European Writers’ Congress« sowie der Künstlergilde Esslingen.
Ilse Hehn lebt in Ulm.

## Einzeltitel
- So weit der Weg nach Ninive. Gedichte. Kriterion Verlag, Bukarest/Rumänien 1973.
- Flußgebet und Gräserspiel. Gedichte. Facla Verlag, Temeswar 1976.
- Du machst es besser! Kinderbuch. Ion Creangă Verlag, Bukarest 1978.
- Ferien – bunter Schmetterling. Kinderbuch. Kriterion Verlag, Bukarest 1978.
- Das Wort ist keine Münze. Gedichte. Kriterion Verlag, Bukarest 1988.
- In einer grauen Stadt. Gedichte. Hestia Verlag, Temeswar 1992.
- Die Affen von Nikko. Gedichte. Übersetzung ins Rumänische von Constantin Gurau und Lucian Alexiu, Hestia Verlag, Temeswar 1992.
- Den Glanz abklopfen. Gedichte und Collagen von I. Hehn, Hess Verlag, Ulm 1998.
- Im Stein. Gedichte. Czernik Verlag, Hockenheim 2001.
- Lidlos. Gedichte. Holzer Verlag, Weiler im Allgäu 2003.
- Mein Rom – Wortbogen. Prosa. Esslinger Reihe 35, 2005.
- In zehn Minuten reisen wir ab. Prosa, Lyrik, Malerei, Collage, Graphik. Cosmopolitan Art Verlag, Temeswar 2006.
- Randgebiet. Gedichte und Graphiken. Zweisprachige Ausgabe Japanisch / Deutsch. Ins Japanische übertragen Mieko Schöder. Cosmopolitan Art Verlag, Temeswar 2010.
- Kinder sind Künstler. Kreative Techniken für das Vorschulalter. Sachbuch. Steenberg Verlag, Ulm 2013.
- Irrlichter. Kopfpolizei Securitate. Gedichte, Notate, Collagen, Malerei. Lyrik-Kunstbuch. Zweisprachige Ausgabe Deutsch / Rumänisch. Ins Rumänische übertragen von Marlen Heckmann Negrescu. Gerhard Hess Verlag, Bad Schussenried 2013.
- Heimat zum Anfassen. Das Gedächtnis der Dinge. Fotografien. Gerhard Hess Verlag, Bad Schussenried 2013.
- Im Garten der Lüste. 2014. Kalender. Fotografien Ilse Hehn. Digitaldruck Leibi.de, Neu-Ulm 2013.
- Tage Ost – West. Gedichte und Überschreibungen. Pop Verlag, Ludwigsburg 2015.
- Das Ulmer Münster in Wort und Bild. Gedichte Rainer Maria Rilke, Fotografie und Textauswahl Ilse Hehn. Gerhard Hess Verlag, Bad Schussenried 2015.
- ULM erleben. Fotografie und Text Ilse Hehn. Gerhard Hess Verlag, Bad Schussenried 2016.
- Sandhimmel. Lyrik & Übermalungen. danube books Verlag, Ulm 2017.
- Roms Flair in flagranti. Text-Bild-Band. Pop Verlag, Ludwigsburg 2020.
- Diese Tage ohne Datum. Prosa, Lyrik und 45 bildnerische Arbeiten der Autorin. Pop Verlag, Ludwigsburg 2022.

## Künstlerbücher
- WortPapier. Gedichte. 1998.
- Im Holz. Gedichte und Monotypien. 1999.
- Schottland. Notate und Collagen. 2000.
- Sàmos. Gedichte und Fotocollagen. 2002.
- Frankreich. Gedichte und Collagen. 2003.
- Herbst. Gedichte. 2003.
- Rost. Notate. 2006.

## Übertragung
- Constantin Gurău: Die Wüste der Satellit-Antennen. Gedichte. Hestia Verlag, Temeschwar 1977.

## Anthologien und Literaturzeitschriften (Auswahl)
- Grenzgänge. Deutsche Dichtung aus Rumänien. Regensburger Hefte 2, 1969.
- Wortmeldungen. Facla Verlag, Temeswar 1972.
- Hier bin ich geboren. Didact. Verlag, Bukarest 1977.
- Das Wort ist eine offene Hand. Kriterion Verlag, Bukarest 1977.
- Prisma Minden. Gilles & Francke Verlag, Duisburg 1978.
- Literatur. Rumänischer Schriftstellerverband, Temeswar 1982.
- Pflastersteine. Facla Verlag, Temeswar 1982.
- Lyrik-Anthologie. Facla Verlag, Temeswar 1984.
- Lichtkaskaden. Kriterion Verlag, Bukarest 1984.
- Casa faunului. Hestia Verlag, Oradea 1995.
- Andromeda. Ulmer Autoren. Armin Vaas Verlag, Ulm 1996.
- … wovon man ausgeht. Esslingen 1998.
- Umbruchzeit. Neuere deutsche Lyrik. Edition L 1998.
- Das Gedicht. Czernik Verlag 2000.
- Schriftsteller aus Temeswar. Marineasa Verlag, Temeswar 2000.
- Die Erinnerung bleibt. Donauschwäbische Literatur seit 1945. Hartmann Verlag 2004.
- Jahrbuch 2005. Cosmopolitan Verlag, Temeswar 2005.
- Literarisches Temeswar. Schriftstellerlexikon. Marineasa Verlag, Temeswar 2007.
- Banater Kalender. Banater Verlag, München 2008.
- Alles ist Gleichnis. Edition L 2008.
- Zuhause nur im Wort. Eine Anthologie der Schriftstellerinnen und Schriftsteller im Exil Deutschsprachiger Länder. Pop Verlag, Ludwigsburg 2009.
- Der Jaguar im Spiegel. Eine Anthologie der Europäischen Autorenvereinigung Die KOGGE. Pop Verlag, Ludwigsburg 2010.
- Blickweisen. Eine Sammlung aktueller Lyrik und Kurzprosa aus Baden-Württemberg. Esslingen 2010.
- Literaturzeitschriften: Neue Literatur, Volk und Kultur, Stafette, Orizont, Podium, Matrix, Spiegelungen, Kulturpolitische Korrespondenz, West-Ost-Journal, Levure littéraire.

## Herausgabe
- »Die Sehnsucht, die ist mir so leicht.« Schreiben im Exil. Anthologie des Exil-P.E.N. Sektion deutschsprachige Länder. Mit Heidrun Hamersky und Wolfgang Schlott. Pop Verlag, Ludwigsburg 2016.

## Auszeichnungen
- 1988: Literaturpreis „Adam Müller-Guttenbrunn“ (Temeswar)
- 1988: Deutscher Kinderbuchpreis für Ferien – bunter Schmetterling (Bukarest)
- 2001: Literaturstipendium der Stadt Salzwedel
- 2001: »Inge Cernik-Förderpreis« für Lyrik (Freudenstadt)
- 2003: 1. Preis für Lyrik der Künstlergilde Esslingen
- 2004: Prosa-Literaturpreis der Künstlergilde Esslingen
- 2006: Ehrendiplom des Rumänischen Schriftstellerverbands Temeswar
- 2007: Deutscher Literaturpreis »Nikolaus Berwanger« des Rumänischen Schriftstellerverbands Temeswar für In zehn Minuten reisen wir ab…
- 2012: Literaturpreis für Lyrik der Künstlergilde Esslingen
- 2013: Auszeichnung bei dem Lyrikwettbewerb der Bonner Buchmesse Migration
- 2014: Literaturpreis des Rumänischen Schriftstellerverbandes für Irrlichter. Kopfpolizei Securitate
- 2017: Donauschwäbischer Kulturpreis des Landes Baden-Württemberg[1]
- 2019: Nominierung für den PREIS FÜR POLITISCHE LYRIK 2019
- 2023: Andreas-Gryphius-Preis für Literatur 2023